# Pulvermühle (Kitzingen)
Die Pulvermühle (auch Innere Eheriedermühle) war eine Pulvermühle im unterfränkischen Kitzingen. Zeitweise war der Weiler zur Mühle im 19. und 20. Jahrhundert als bewohnter Ortsteil Kitzingens bekannt.

## Geschichte
Zur Geschichte der Mühle ist, außer der Mühlenart, nur wenig bekannt. Als Adresse wurde Kaltensondheimer Straße 26 (früher Hausnummer 814) überliefert. Sie war eine der drei Mühlen, die sich zwischen Kitzingen und Repperndorf am Eherieder Mühlbach aufreihten. Schießpulverherstellung wurde zeitweise für die Stadtverteidigung als wichtig betrachtet. Um den Produktionsprozess in städtische Hand zu bekommen, forcierten die Markgrafen von Brandenburg-Ansbach im 16. Jahrhundert den Bau einer Pulvermühle für Kitzingen.
Im Jahr 1524 erteilte man dem Büchsenschmied Hans Mann die Erlaubnis zum Bau und Betrieb einer solchen Mühle. Die Bedeutung wegen, mussten der Rat der Stadt und Äbtissin des Benediktinerinnenklosters Zustimmung für den Bau geben. Die Mühle entstand im Westen der Stadt. Sie wurde aus Sicherheitsgründen außerhalb des Mauerrings errichtet.
Der Adelige Erkinger von Seinsheim zu Erlach plante im Jahr 1543 einen Neubau der Anlage. Da der Rat der Stadt den adeligen Besitz aus der Gemarkung zu drängen versuchte, wurde die Mühle vom Rat gekauft und als Kommunalbetrieb neu errichtet. Bauliche Überreste sind im 21. Jahrhundert nicht bekannt, die Pulvermühle wird im BayernAtlas als Mühlenbetrieb vermerkt.

## Ortsteil
Im Jahr 1861 wurde die Pulvermühle als Einöde in der Gemarkung der damals unmittelbaren Stadt Kitzingen bezeichnet. Der Ortsteil bestand aus drei Gebäuden und war der Poststation, Pfarrei und Schule Kitzingen zugeordnet. Letztmals in einem Amtlichen Ortsverzeichnis genannt wurde die Einöde Pulvermühle als Weiler der unmittelbaren Stadt Kitzingen für das Jahr 1875 mit sechs Einwohnern.
| Jahr | Einwohner |
| ---- | --------- |
| 1861 | 9         |
| 1871 | 8         |
| 1875 | 6         |